# Pyhrafeld
Pyhrafeld ist eine Ortschaft und eine Katastralgemeinde der Gemeinde Wang im Bezirk Scheibbs in Niederösterreich.

## Geschichte
Laut Adressbuch von Österreich waren im Jahr 1938 in der Ortsgemeinde Pyhrafeld einige Landwirte ansässig.

## Siedlungsentwicklung
Zum Jahreswechsel 1979/1980 befanden sich in der Katastralgemeinde Pyhrafeld insgesamt 90 Bauflächen mit 26.448 m² und 70 Gärten auf 188.035 m², 1989/1990 gab es 89 Bauflächen. 1999/2000 war die Zahl der Bauflächen auf 162 angewachsen und 2009/2010 bestanden 124 Gebäude auf 164 Bauflächen.

## Bodennutzung
Die Katastralgemeinde ist landwirtschaftlich geprägt. 401 Hektar wurden zum Jahreswechsel 1979/1980 landwirtschaftlich genutzt und 97 Hektar waren forstwirtschaftlich geführte Waldflächen. 1999/2000 wurde auf 414 Hektar Landwirtschaft betrieben und 99 Hektar waren als forstwirtschaftlich genutzte Flächen ausgewiesen. Ende 2018 waren 405 Hektar als landwirtschaftliche Flächen genutzt und Forstwirtschaft wurde auf 99 Hektar betrieben. Die durchschnittliche Bodenklimazahl von Pyhrafeld beträgt 35,2 (Stand 2010).

## Sehenswürdigkeiten

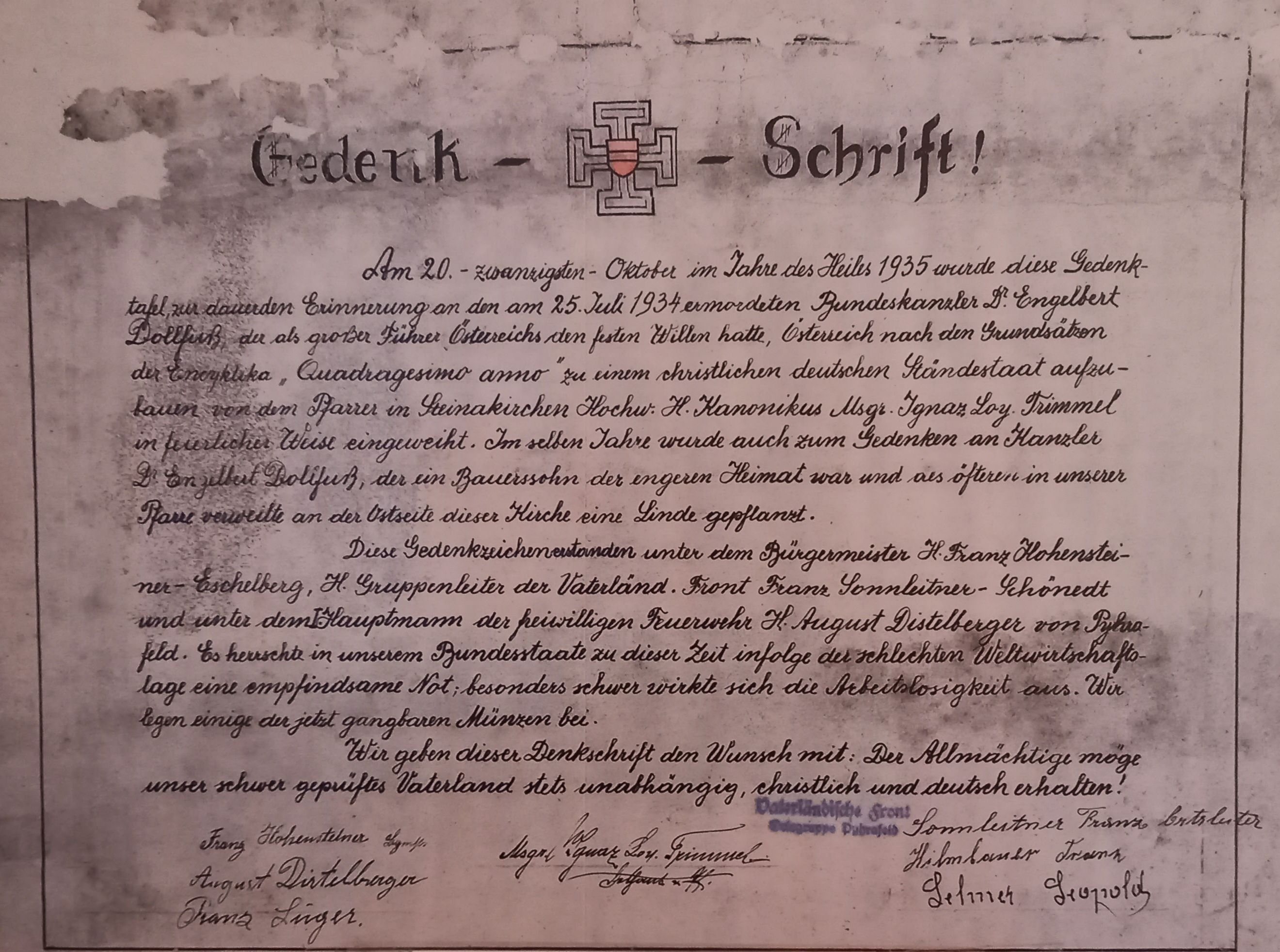
Gedenkschrift für Engelbert Dollfuß in der Nikolauskirche (Faksimile Dollfußmuseum Texing)

In Pyhrafeld befindet sich eine seit 1318 urkundliche erwähnte Nikolauskirche, welche 2022 generalsaniert wurde. Darin wird eine Gedenkschrift zu Ehren von Engelbert Dollfuß aufbewahrt. Diese wurde in der jüngeren Vergangenheit in den oberen Teil der Kirche (Chor) verlegt. Die Gedenkschrift lautet:

„[…] zur andauernden Erinnerung an den am 25. Juli 1934 ermordeten Bundeskanzler Dr. Engelbert Dollfuß, der als großer Führer Österreichs den festen Willen hatte, Österreich nach den Grundsätzen der Encyklika ‚Quadragesimo anno‘ zu einem christlichen deutschen Ständestaat aufzubauen. […] Der Allmächtige möge unser schwer geprüftes Vaterland stets unabhängig, christlich und deutsch erhalten!“